# Rafael Arcos
Rafael Arcos (Buenos Aires, Argentina) fue un futbolista argentino. Se desempeñaba como centrocampista. Se destacó en Tigre y Gimnasia La Plata, superando en ambos clubes el centenar de encuentros disputados.

## Historia
Se incorporó en las divisiones inferiores de Tigre proveniente de San Lorenzo de Almagro, donde se había desempeñado como arquero en la Sexta División. La destreza que regularmente supo exponer, en conjunción con su picardía, velocidad, fortaleza y espíritu de equipo, le permitió granjerase el respeto y valoración de los aficionados en general. En el conjunto de Victoria se consagró campeón del torneo de Segunda División, en 1945.
Racing Club en 1948 lo resuelve adquirirlo, club en el que se consagró campeón en 1949. Al año siguiente pasó a Gimnasia y Esgrima La Plata, en donde lució la casaca del Lobo durante seis temporada, disputando más de 170 encuentros. Fue campeón de Primera B en 1952 (disputó los 34 partidos). Se le otorgó el pase libre para compensar una deuda que el club tenía con él por una suma cercana a los 90.000 pesos.
En 1955 pasa a Boca Juniors donde concluye su carrera futbolística.

## Trayectoria
| Club                        | País      | Período   |
| --------------------------- | --------- | --------- |
| Tigre                       | Argentina | 1943-1948 |
| Racing Club                 | Argentina | 1948-1949 |
| Gimnasia y Esgrima La Plata | Argentina | 1949-1954 |
| Boca Juniors                | Argentina | 1955-1956 |

## Palmarés

### Campeonatos nacionales
| Campeonato       | Club                        | País      | Año  |
| ---------------- | --------------------------- | --------- | ---- |
| Segunda División | Tigre                       | Argentina | 1945 |
| Primera División | Racing Club                 | Argentina | 1949 |
| Primera B        | Gimnasia y Esgrima La Plata | Argentina | 1954 |

### Campeonatos oficiales no regulares
| Campeonato         | Club  | País      | Año  |
| ------------------ | ----- | --------- | ---- |
| Torneo Preparación | Tigre | Argentina | 1944 |